# Space Shuttle Orbiter

A Discovery orbiter leszállás közben

A Space Shuttle Orbiter a Space Shuttle Föld körüli pályára álló részének a megnevezése, általános értelemben maga az űrrepülőgép. Ez a jármű egy újrafelhasználható űrhajó, amely egyesíti a rakéta, az űrhajó és a repülő tulajdonságait. A felszálláshoz szükséges üzemanyagot egy külső üzemanyagtartályból nyeri, a szükséges tolóerőtöbbletet pedig két gyorsítórakéta biztosítja. Visszatéréskor siklórepülő módjára száll le.

## Felépítése

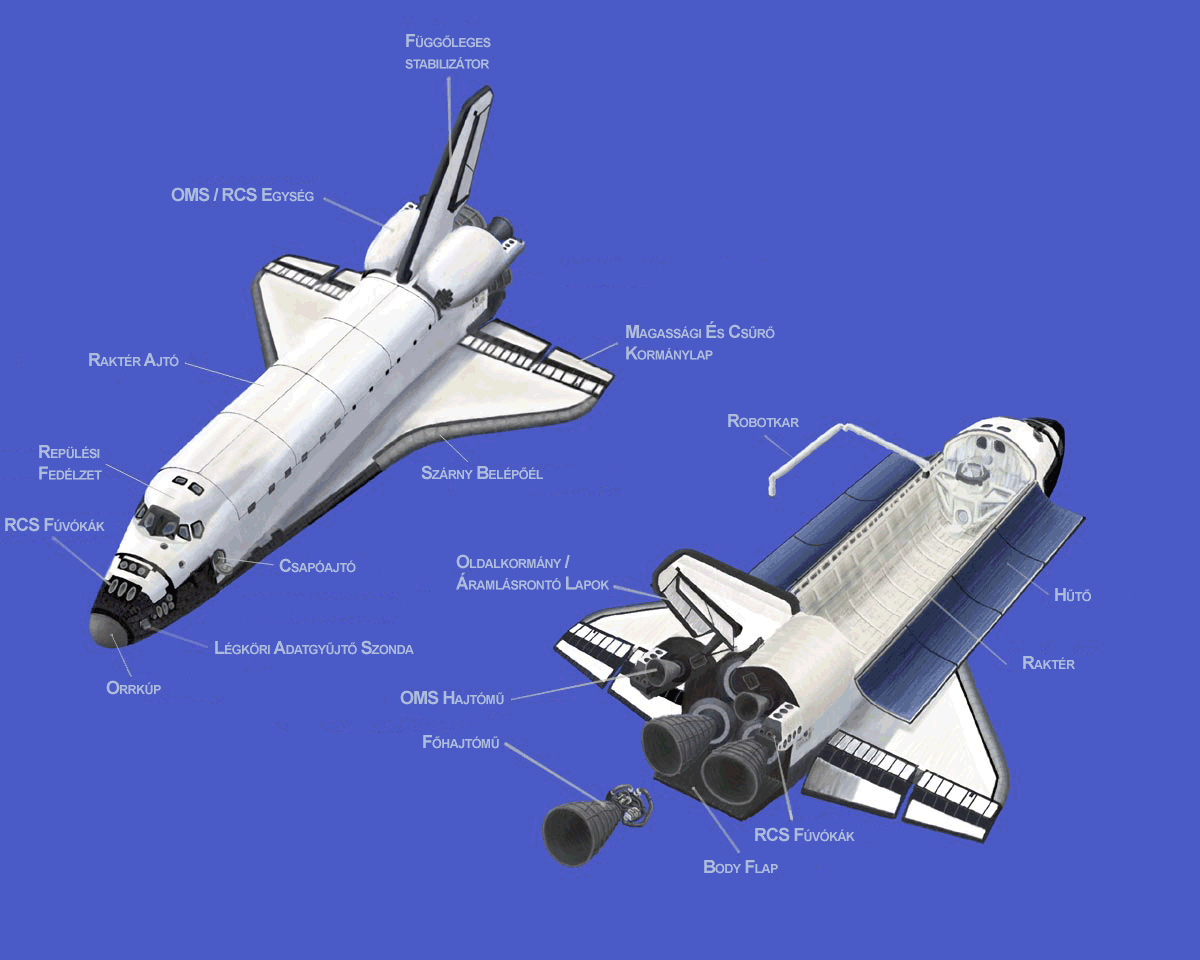
A Space Shuttle Orbiter főbb részei

A Space Shuttle Orbiter egy deltaszárnyű siklógép, a szárnyak belépőéle a belső részen 81°-ban, a külső részen 45°-ban nyilazott. A légkörbe történő visszatérés során az irányításról – a hagyományos repülőgépekhez hasonlóan – a szárnyak végein található négy elevon és a függőleges vezérsíkon található oldalkormány gondoskodik. Az oldalkormány áramlásrontó lapként is funkcionál annak szétnyitásával.
A jármű törzse három részre tagolódik: az elülső törzsrész, a középső törzsrész és a hátsó törzsrész. A jármű egésze alumíniumötvözetből készül, hasonlóan a hagyományos repülőgépekhez. A főhajtóművek anyaga titánötvözet.
Az Orbiter felületét több fajta hővédő burkolat védi a visszatérés során fellépő magas hőhatástól. Az egyes részeken szükséges hővédőpajzstípust a fellépő hőhatás nagysága határozza meg.

### Az elülső törzsrész

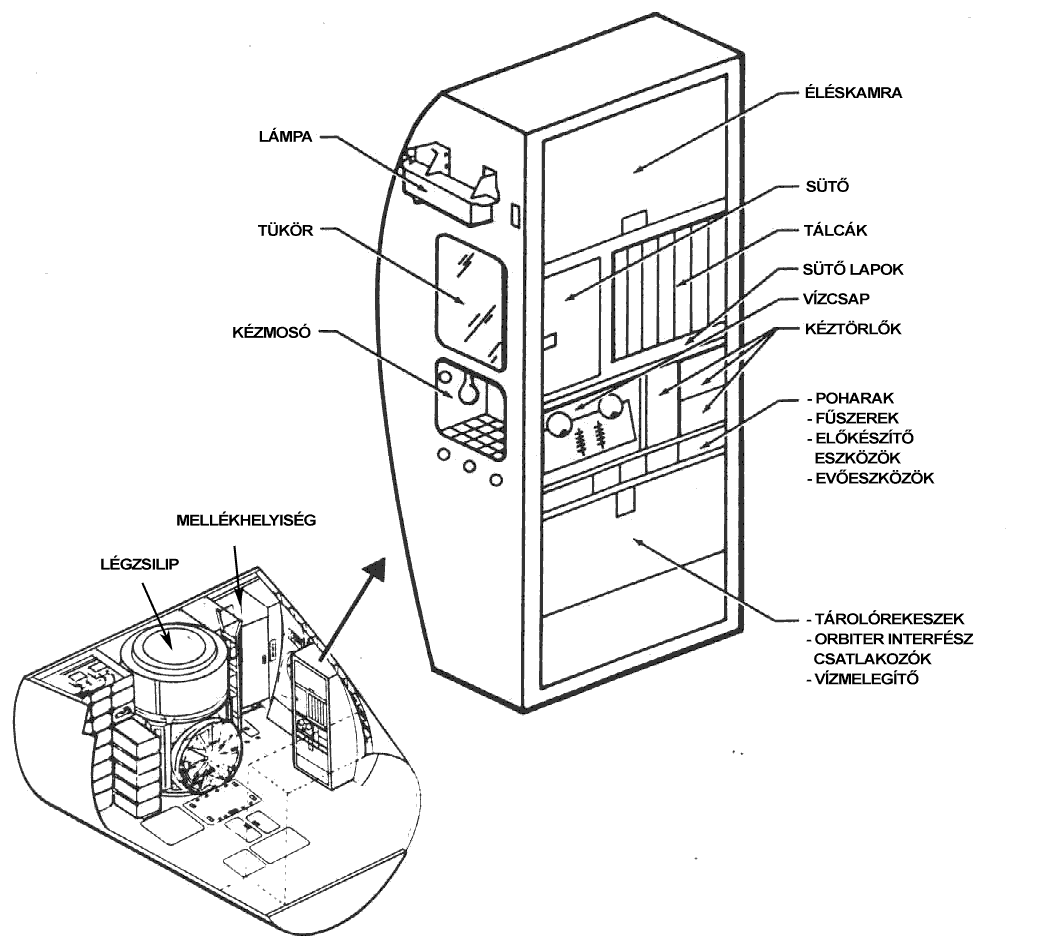
A higiéniai berendezés felépítése

Az elülső törzsrész legnagyobb részét a személyzeti kabin teszi ki, de itt találhatóak az elülső manőverező (Reaction Control System (RCS)) fúvókák, amelyek a függőleges irányú és a hosszanti tengely körüli forgási manővereket teszik lehetővé a Föld körüli pályán, a légköri adatgyűjtő szonda, amit a leszállás során engednek ki, illetve az orrfutómű is.

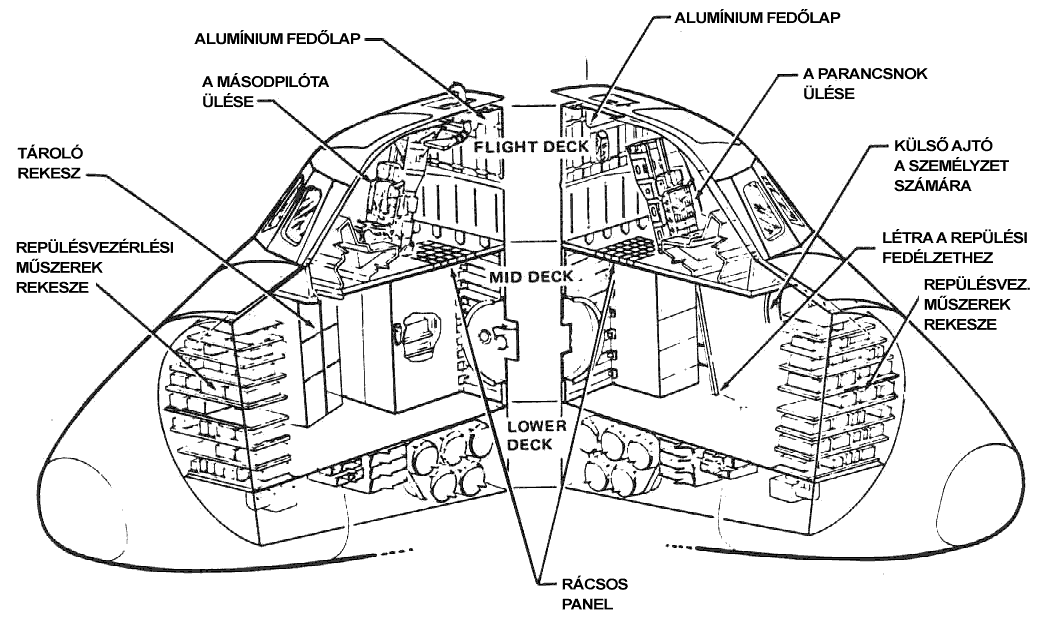
A személyzeti kabin felépítése (metszeti rajz)

A személyzeti kabin három fedélzetből (emeletből) áll: a repülési fedélzetből (flight deck),  a középső fedélzetből (mid deck) és az alsó fedélzetből (lower deck).
A repülési fedélzet a pilótafülke szerepét tölti be. Itt a hagyományos repülőgépekhez hasonlóan két pilóta – közösen vagy vészhelyzet esetén akár egyedül is – irányítja az orbitert a felszállás, illetve a leszállás során. A bal oldalon foglal helyet a parancsnok, a jobb oldali ülésben pedig a másodpilóta. A két pilótán kívül még két fő tartózkodik ezen a fedélzeten a felszállás és a leszállás során. Miután az Orbiter Föld körüli pályára állt, az irányítás a fedélzet hátsó részén található vezérlőegységgel történik. A bal oldali vezérlőegység az orbiter irányítását, a jobb oldali vezérlőegység a raktér működtetését teszi lehetővé. A repülési fedélzeten több mint 2000 db kijelző és műszer található. Elöl egy hat részre tagolódó ablak (szélvédő), két felső megfigyelő ablak és két hátsó (a raktér felé néző) megfigyelő ablak található. Ezenkívül még egy hátrafelé néző ablak található a középső fedélzeten is, a raktérbe vezető zsilip külső ajtaján.
A középső fedélzeten találhatóak az élelmiszert és a felszerelést tároló egységek, a hálóegységek, a szemétfeldolgozó egység, a személyes higiéniai igényeket kiszolgáló egységek és a raktérbe vezető zsiliprendszer is. A fel- és leszállás során alapesetben itt még további négy fő tartózkodhat. Mentési akció esetén még további három személy részére lehet ülőhelyet biztosítani. Ilyen esetben összesen akár tíz embert is képes szállítani az Orbiter (3 fős mentőcsapat, és 7 kimentett személy).
A középső fedélzet további fontos része a raktérbe vezető zsiliprendszer. Ezen át jutnak ki az űrhajósok az űrséták (Extravehicular Activity (EVA) – járművön kívüli tevékenység) alkalmával. A zsilip külső részéhez különböző egységek kapcsolhatók, így például a Nemzetközi Űrállomáshoz történő kapcsolódás esetén egy külön dokkolóegységet szerelnek fel. A légzsilipben két fő számára van hely és felszerelés. Az űrruhákhoz tartozó kiegészítők két hatórás normális, és egy vészhelyzeti űrsétára nyújtanak lehetőséget.
A középső fedélzet bal oldalán található a személyzet ki- és beszállásához szükséges ajtó. Miután az űrrepülő földkörüli pályára állt, emellett az ajtó mellett alakítják ki a mosdót és a mellékhelyiséget. A mosdó egy – a padlótól a plafonig terjedő – élelmiszertároló oldalán található. Felül egy lámpa felel a megfelelő megvilágításért, alatta egy tükör található. A tükör alatt egy kézmosó egység van. A mellékhelyiség ezzel a mosdóegységgel szemben található.
Az űrhajósok vagy a falakra erősített hálózsákokban vagy elfüggönyözhető kis kabinokban alszanak.
Az alsó fedélzeten különböző eszközök tárolására alkalmas rekeszek vannak kialakítva, melyeket a középső fedélzetről a padlóba épített ajtókon keresztül lehet elérni.

### A középső törzsrész
A középső törzsrész magában foglalja a rakteret és a szárnyakat, illetve az ehhez kapcsolódó különböző rendszereket. A középső törzsrész (a szárnyak nélkül) 18,3 méter hosszú, 5,2 méter széles és 4 méter magas. Itt található a 15,2 méter hosszú robotkar is, aminek segítségével ki tudják emelni a szállított eszközöket a raktérből, illetve az űrséták során emelvényként is szolgálhat az űrhajósok számára. A robotkar végén egy videokamera és egy erős fényű lámpa is található, így a középső fedélzeten a robotkart működtető kezelő munkáját egy monitor is segíti. Emellett a raktér mindkét végén további három-három lámpa gondoskodik a megfelelő megvilágításról. A robotkar végén található a Columbia katasztrófája után felszerelt lézeres letapogató egység is, aminek segítségével a Föld körüli pályára állás után fel tudják mérni az Orbiter alját és oldalát befedő hővédő csempék állapotát.
A raktér ajtajának belsejében találhatóak a négy részre osztott hűtőegységek.

### A hátsó törzsrész

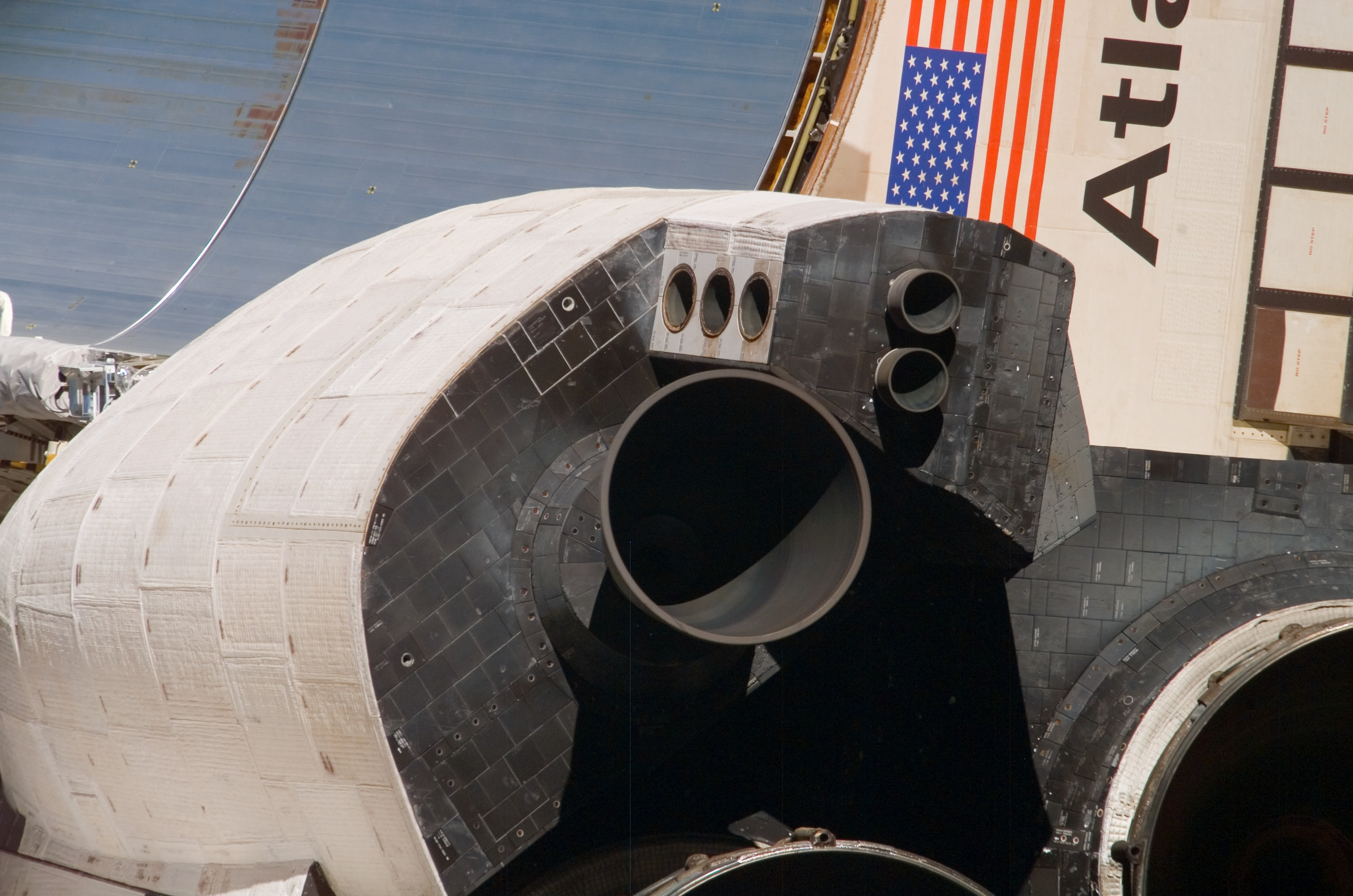
Az Atlantis űrrepülőgép jobb oldali hátsó manőverező fúvókáiról készült fotó (az ISS fedélzetéről)

A hátsó törzsrészen található a bal és jobb oldali manőverező-, illetve a tolófúvókák (OMS/RCS fúvókák), a három RS–25-ös főhajtómű, a függőleges vezérsík és a külső üzemanyagtartály hátsó rögzítő egysége. A főhajtóműveket a légkörbe való visszatérés során fellépő magas hőhatástól a Body Flap nevű szerkezet védi, amely a jármű légköri irányításában is szerepet játszik.

### A hővédőpajzs

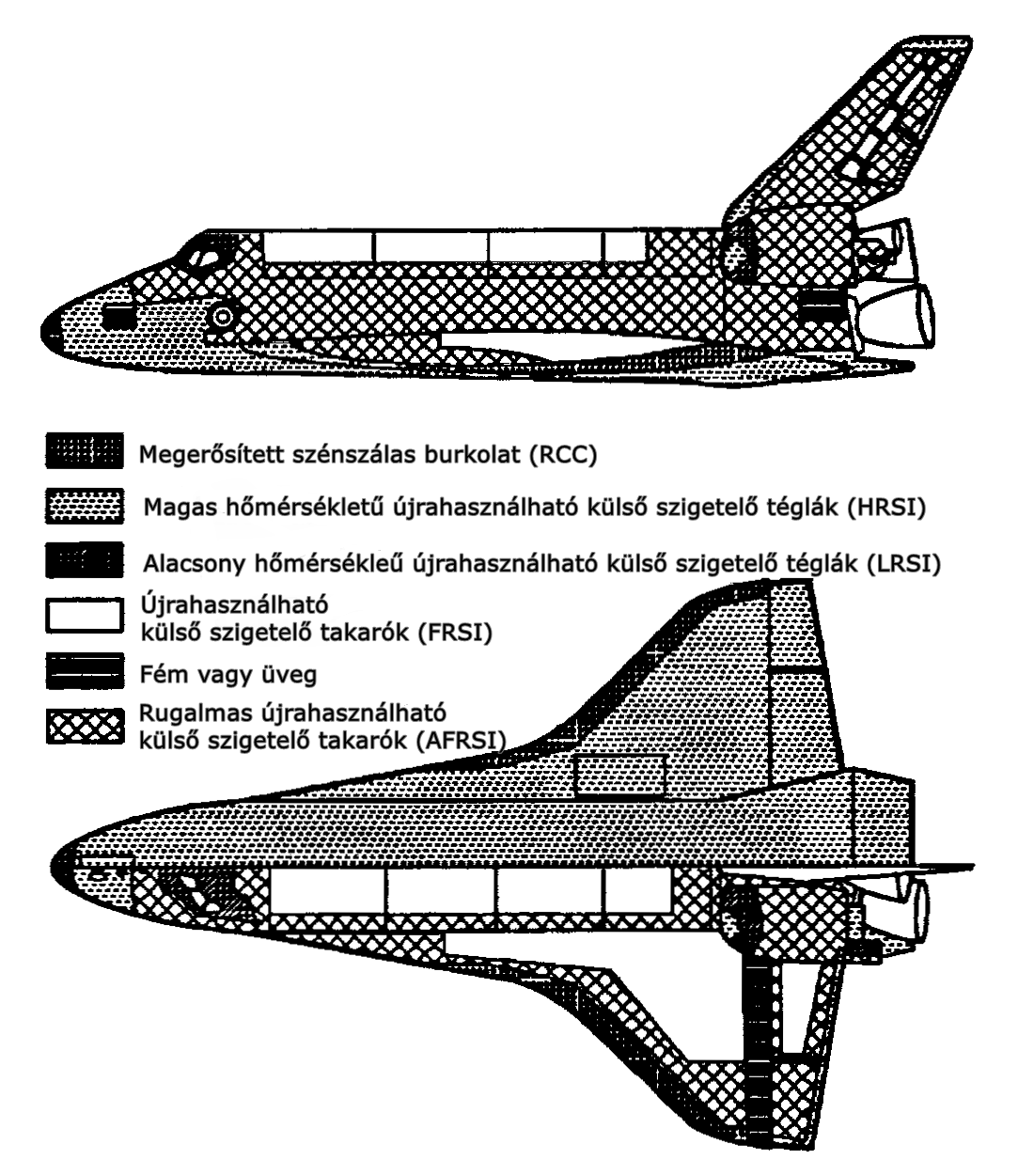
A Space Shuttle Orbiter hővédő rendszere

A hővédőpajzs legfőbb feladata az űrrepülőgép burkolatának megóvása a légkörbe történő visszatéréskor az akár 1500 °C-ot is meghaladó hőhatástól. A hővédőpajzs hét fajta anyagból áll, és gyakorlatilag a jármű teljes felületét beborítja.
Megerősített szénszálas (Reinforced carbon-carbon (RCC)), világosszürke színű burkolat védi az orrkúpot és a szárnyak belépőélét. A visszatérés során a hőmérséklet ezeken a területeken körülbelül 1300 °C.
Az Orbiter alját két fajta, fekete színű újrafelhasználható hővédőcsempe borítja, ezen a területen a visszatéréskor fellépő hőmérséklet kevesebb, mint 1300 °C. Az egyik és leginkább használt típus a High-Temperature Reusable Surface Insulation (HRSI) csempe, ami magyarul körülbelül annyit tesz, hogy magas hőmérsékletnek ellenálló, újrafelhasználható, felszínt borító szigetelés. A HRSI alacsony sűrűségű, nagy tisztaságú (99,8%-os) szilíciumdioxidból készül, amelynek a hozzáadott kerámia kötőanyag ad megfelelő szilárdságot. Az ebből az anyagból előállított csempe porózus szerkezetű, gyakorlatilag 90%-a levegő. A HRSI megerősített és könnyített változata a Fibrous Refractory Composite Insulation (FRCI), amely magyarul rostos, hőálló, kompozit szigetelőanyagot jelent. Szilárdsága nagyobb a HRSI-nél, a hozzáadott alumínium-boroszilikát rostok miatt. A nagyobb sűrűségú (és tömegű) HRSI csempéket váltották ki vele több helyen. Vastagságuk 2,5 cm és 12 cm közötti. A HRSI és az FRCI fekete színét a nedvességálló boroszilikát anyagú burkolat adja. Ebből a két típusú hővédő csempéből több mint 20 000 darab található az űrrepülő burkolatán.
Az űrrepülőgép felső részét jellemzően a fehér színű Low-Temperature Reusable Surface Insulation (LRSI), azaz alacsony hőmérsékletnek ellenálló, újrafelhasználható, felszínt borító szigetelés  borítja. Azokon a területeken használják, ahol a hőmérséklet nem emelkedik 650 °C fölé. Anyaga megegyezik a HRSI-vel, de azoknál vékonyabb (0,5 cm és 3,5 cm közötti). Fehér színét a csempék burkolatába kevert alumínium-oxid adja.
Kis mennyiségben alkalmazzák a HRSI-nél és az LRSI-nél nagyobb szilárdságú, de nagyobb tömegű Toughened Unipiece Fibrous Insulation (TUFI) csempéket.
Ezek a csempék a porózus szerkezetük miatt rendkívül törékenyek, gyakorlatilag puszta kézzel könnyedén össze lehet roppantani őket.

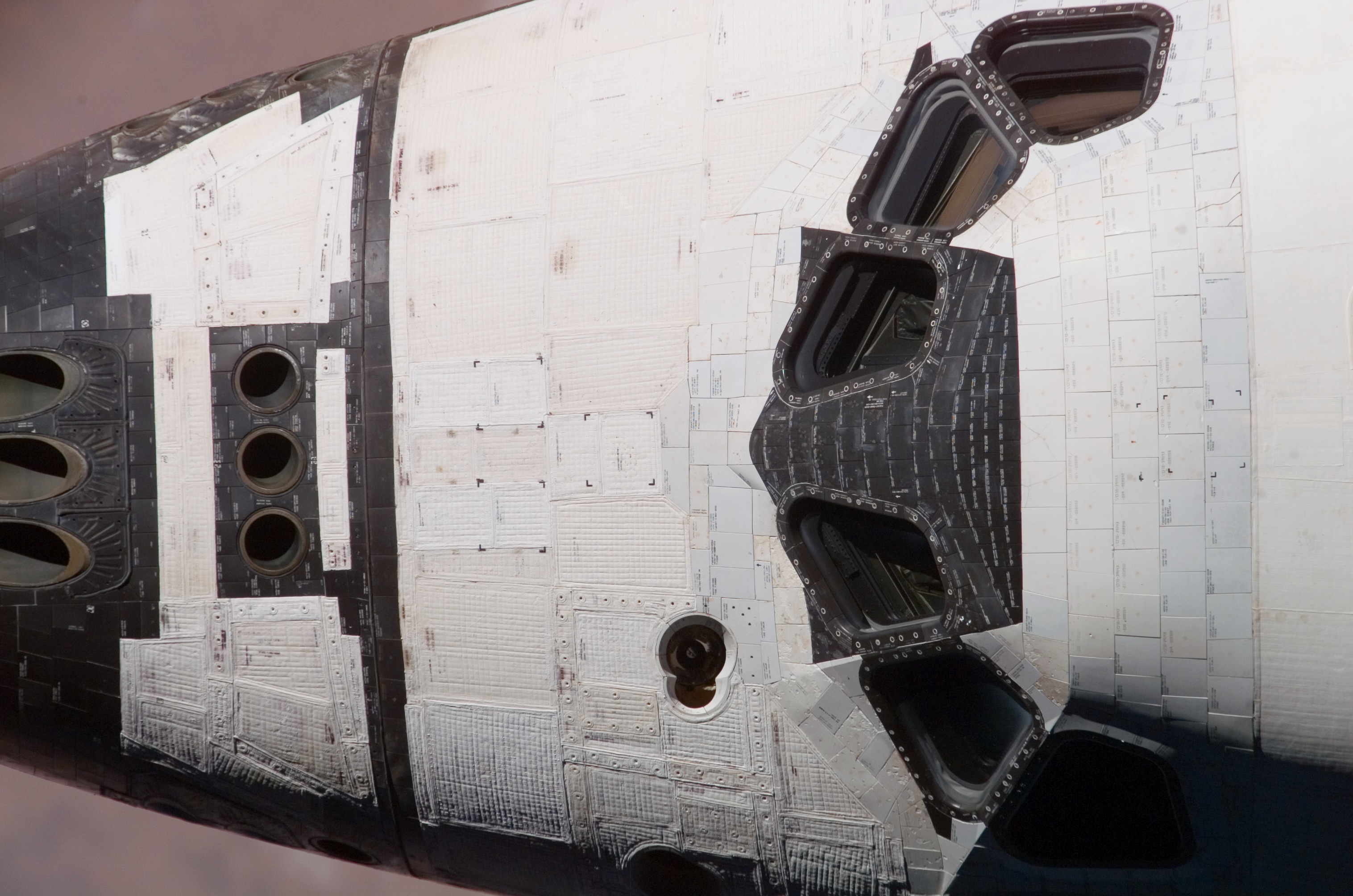
Ezen a fotón jól megfigyelhetőek az űrrepülőgép legénységi kabinjának felső részét borító különböző szigetelő anyagok. Az ablakok közvetlen környékét a fekete színű HRSI, illetve a fehér színű LRSI csempék borítják. Az ablakok és a kép bal oldalán látható orrfúvókák között nagy felületet borít a steppelt FRSI takaró

A különböző hővédőcsempék mellett egyéb megoldásokat is alkalmaznak. Ilyen az LRSI csempék nagy részét kiváltó rugalmas, többrétegű hővédő takaró (Advanced Flexible Reusable Surface Insulation (AFRSI) – magyarul: továbbfejlesztett, rugalmas, újrafelhasználható, felületi szigetelőanyag). Vastagsága 1,1 illetve 2,4 cm közötti lehet, a fellépő hőhatás függvényében. Az AFRSI anyaga is nagytisztaságú szilíciumdioxidból áll. Vékony ragasztóréteg rögzíti a jármű felületéhez. Az AFRSI felhasználásával jelentős súlymegtakarítást és a karbantartási költségek csökkenését lehetett elérni. Az AFRSI-hez hasonló anyag a Nomex Felt Reusable Surface Insulation (FRSI), azaz a Nomex-filc anyagú, újrafelhasználható, felületi szigetelőanyag. Az FRSI körülbelül 350 °C-ig, míg az AFRSI körülbelül 750 °C-ig  nyújt védelmet és az űrrepülőgép felső részein (jellemzően a szárny felső részén és a raktér ajtót borítja) alkalmazzák.

### A fedélzeti számítógép
Az űrrepülőgépeken öt egyforma és redundáns IBM gyártmányú 32 bites AP-101 típusú számítógép felel a vezérlésért. Négy számítógép a speciális Primary Avionics Software System nevű vezérlő szoftvert futtatja, míg az ötödik tartalék gépen a Backup Flight System nevű tartalékvezérlő szoftver fut.
A vezérlő szoftverek tervezése során a maximális megbízhatóság volt az elsődleges szempont. Egy hibás számítógép esetén az űrrepülőnek tudnia kell folytatni a küldetést, két hibás számítógép esetén is biztonságosan le kell tudnia szállni.
A négy elsődleges számítógép egymást ellenőrizve fut. Ha az egyik gép meghibásodik, akkor a másik három kizárja azt a rendszerből. Ha a fennmaradó három gépből még egy meghibásodik, akkor a jól működő kettő azt is kizárja. Abban a nagyon ritka esetben, ha ugyanaz a hiba jelentkezik a négy gépből kettőnél (azaz a gépek két csoportra oszlanak), akkor véletlenszerűen az egyik páros veszi át a vezérlést, és a másik kettőt kizárják. Az ötödik, tartalék gépen egy teljesen különálló szoftverfejlesztő csapat által fejlesztett vezérlő szoftver fut. A gép és a szoftver csak abban az esetben veszi át az irányítást, ha mind a négy elsődleges számítógép meghibásodik, bár ez szinte teljesen kizárt.
A vezérlő szoftvereket a HAL/S (a PL/I-hez hasonló) nevű magas szintű programozási nyelven írták.
Az IBM AP-101 típusú számítógépek egyenként 424 KiB memóriát tartalmaztak. A CPU másodpercenként 400 000 utasítás végrehajtására volt képes. Merevlemezes egységgel nem voltak felszerelve, a vezérlő szoftvert szalagos egységről olvasták be.
1990-ben az AP-101-est a kibővített AP-101S típus váltotta fel, amely már körülbelül 1 MiB memóriát és egy háromszor gyorsabb CPU-t tartalmazott.